# ویکی‌پدیای پامیانگایی
ویکی‌پدیای پامیانگایی نسخه زبان پامیانگایی وب‌گاه ویکی‌پدیا است.
زبان پامیانگایی تا ۱۲ سپتامبر ۲۰۱۱ با بیش از ۷,۴۰۰ مقاله در رده صدو‌شانزدهم ویکی‌پدیاها قرار گرفته‌است.